# Plappeville
Plappeville ist eine französische Gemeinde mit 2025 Einwohnern (1. Januar 2022) im Département Moselle in der Region Grand Est (bis 2015 Lothringen).

## Geographie
Die Gemeinde Plappeville grenzt im Osten an die Großstadt Metz. Die beiden Ortszentren sind vier Kilometer voneinander entfernt.

## Geschichte
Der Ort wurde 621 von Pappolus, dem Bischof von Metz, gegründet und diente als sein Landsitz (Pappoli villa). Ältere Ortsbezeichnungen sind unter anderem Plaplivilla (1130), Pappivilla (1143), Plapevilla (1171), Blabivuille (1218), Plepteville (1482), Plateville (1610) und Piaitville.
Die Ortschaft gehörte früher zum Bistum Metz.
Im Gefolge des Stillhalteabkommens von Chambord 1552 mit protestantischen deutschen Fürsten wurden die alte deutsche Reichsstadt Metz und ihr Umland einschließlich Plappeville von Frankreich okkupiert, das sich den annektierten Besitz im Westfälischen Frieden 1648 bestätigen ließ.
1867 begann im Rahmen der Anlegung eines ersten Fortgürtels um die Festung Metz (Barrière de fer), deren Entwurf hauptsächlich auf General Séré de Rivières zurückgeht, der Bau des Forts Alvensleben (de Plappeville). 
Durch den Frankfurter Frieden vom 10. Mai 1871 kam die Region an das deutsche Reichsland Elsaß-Lothringen, und das Dorf wurde dem Landkreis Metz im Bezirk Lothringen zugeordnet.
Nach dem Ersten Weltkrieg musste die Region aufgrund der Bestimmungen des Versailler Vertrags 1919 an Frankreich abgetreten werden und wurde Teil des Département Moselle. 
Im Zweiten Weltkrieg war die Region von der deutschen Wehrmacht besetzt. Im November 1940 wurden 95 % der Einwohner evakuiert, und das Dorf wurde kurzzeitig in Pleppweiler umbenannt; 1941 wurde es in Metz eingemeindet (Metz-Papolsheim). Im Herbst 1944 wurde die Region von westalliierten Streitkräften eingenommen.
1915–1919 trug der Ort den eingedeutschten Namen Papolsheim. 

### Bevölkerungsentwicklung
| Jahr      | 1962 | 1968 | 1975 | 1982 | 1990 | 1999 | 2007 | 2019 |
| Einwohner | 1500 | 1615 | 1568 | 1776 | 2130 | 2341 | 2277 | 2021 |

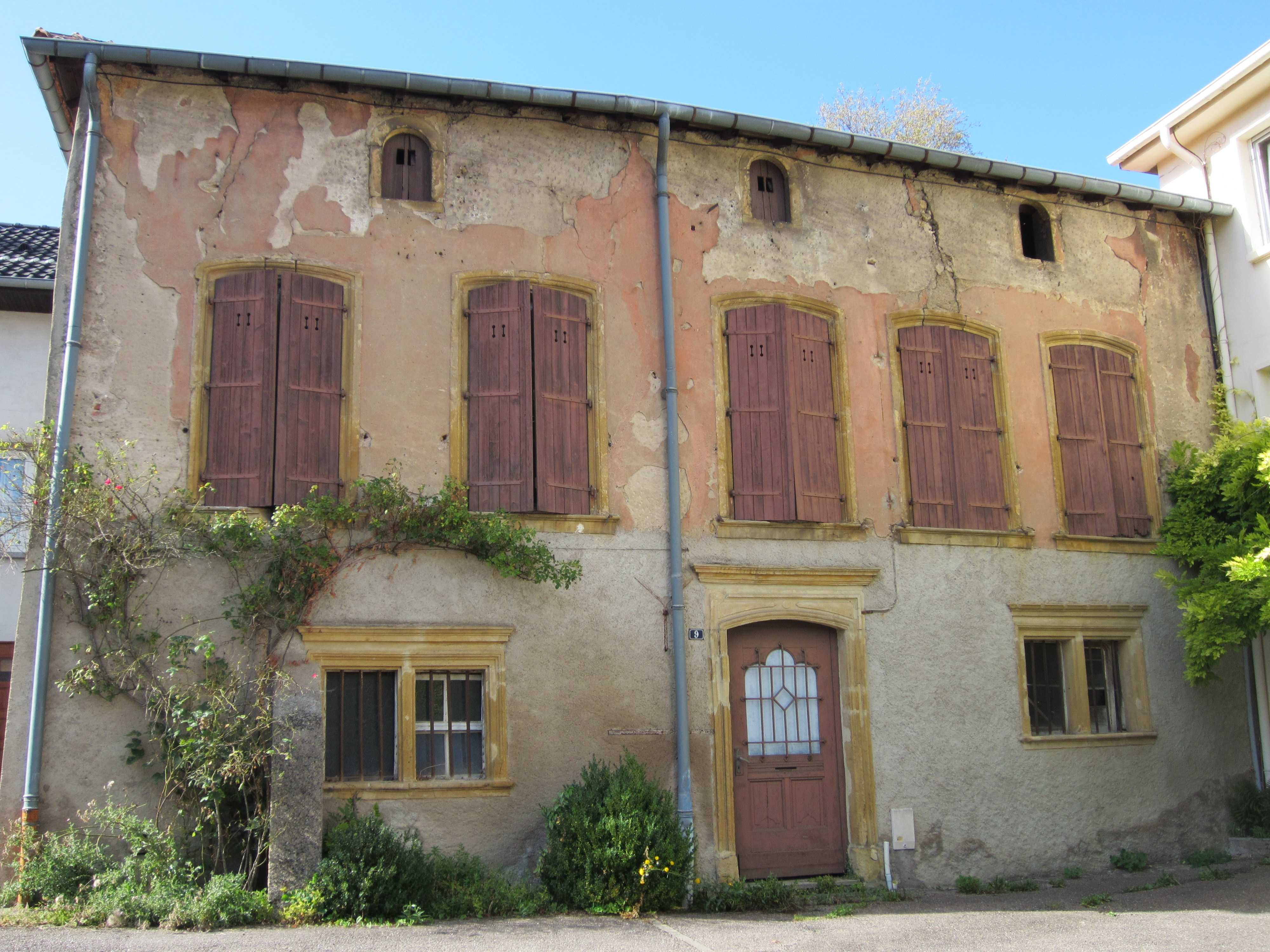
Haus Migomay, Monument historique
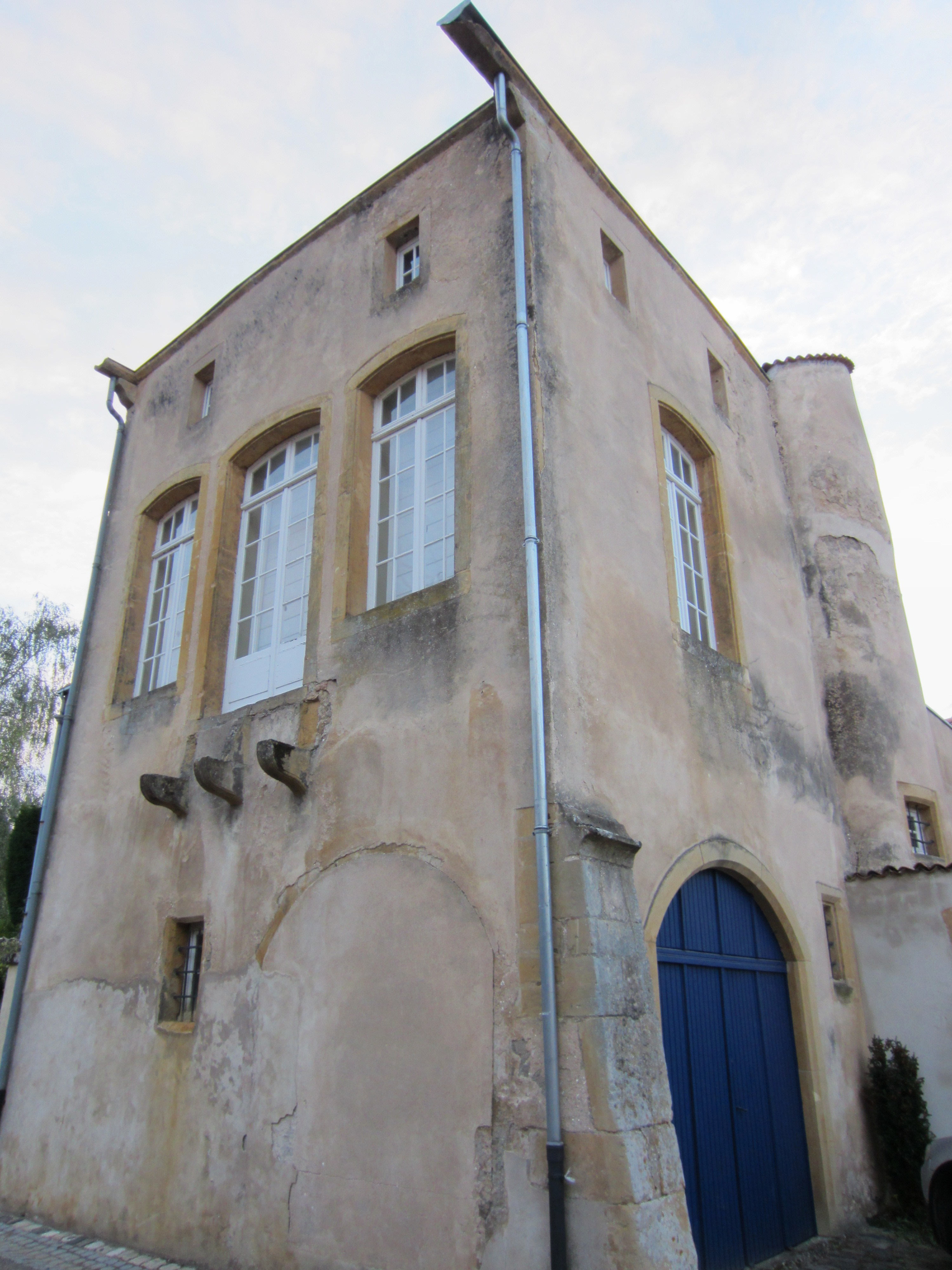
Schloss Tignomont, Monument historique
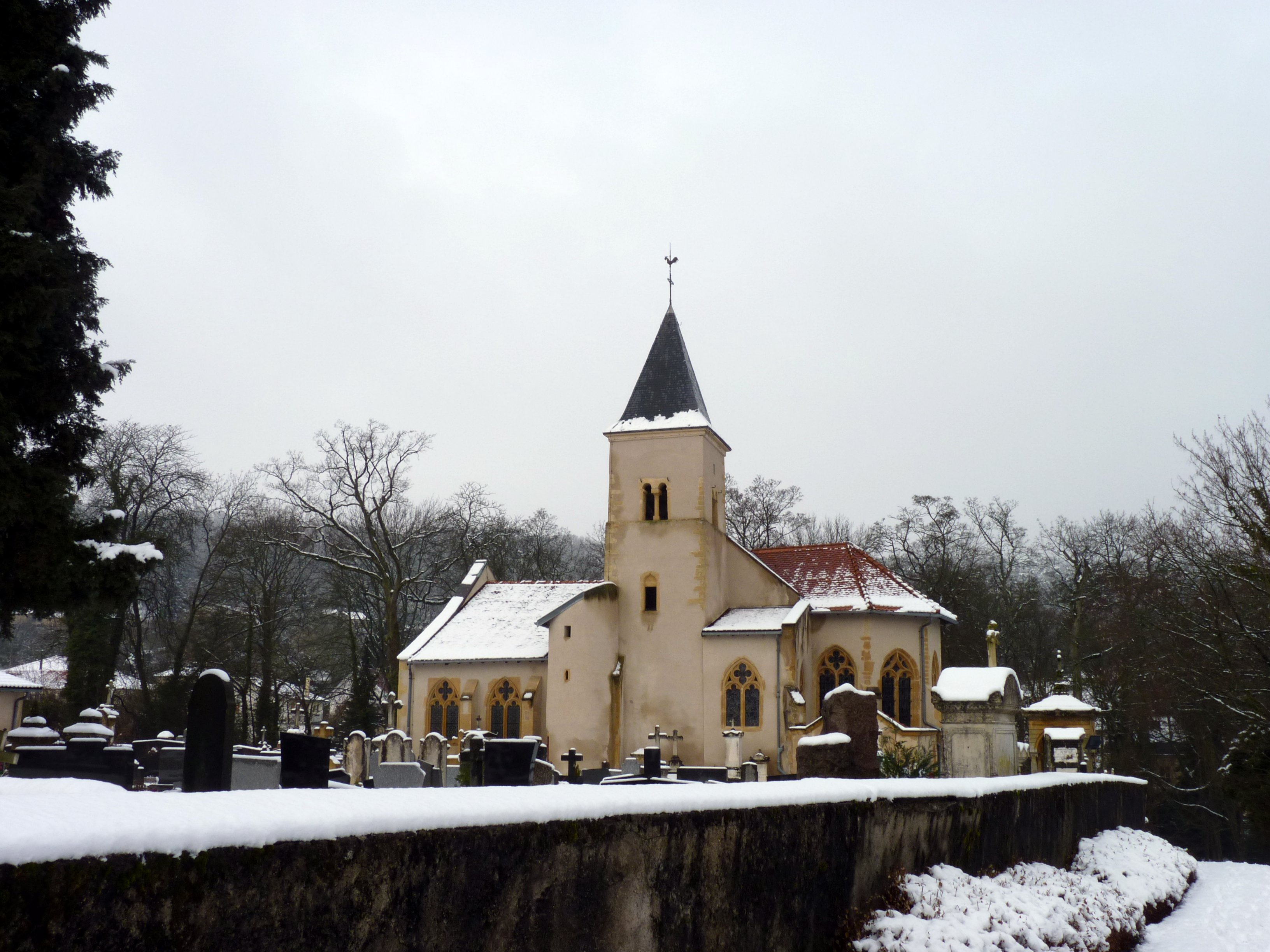
Kirche Sainte-Brigide, Monument historique